# 크뢸러 뮐러 미술관

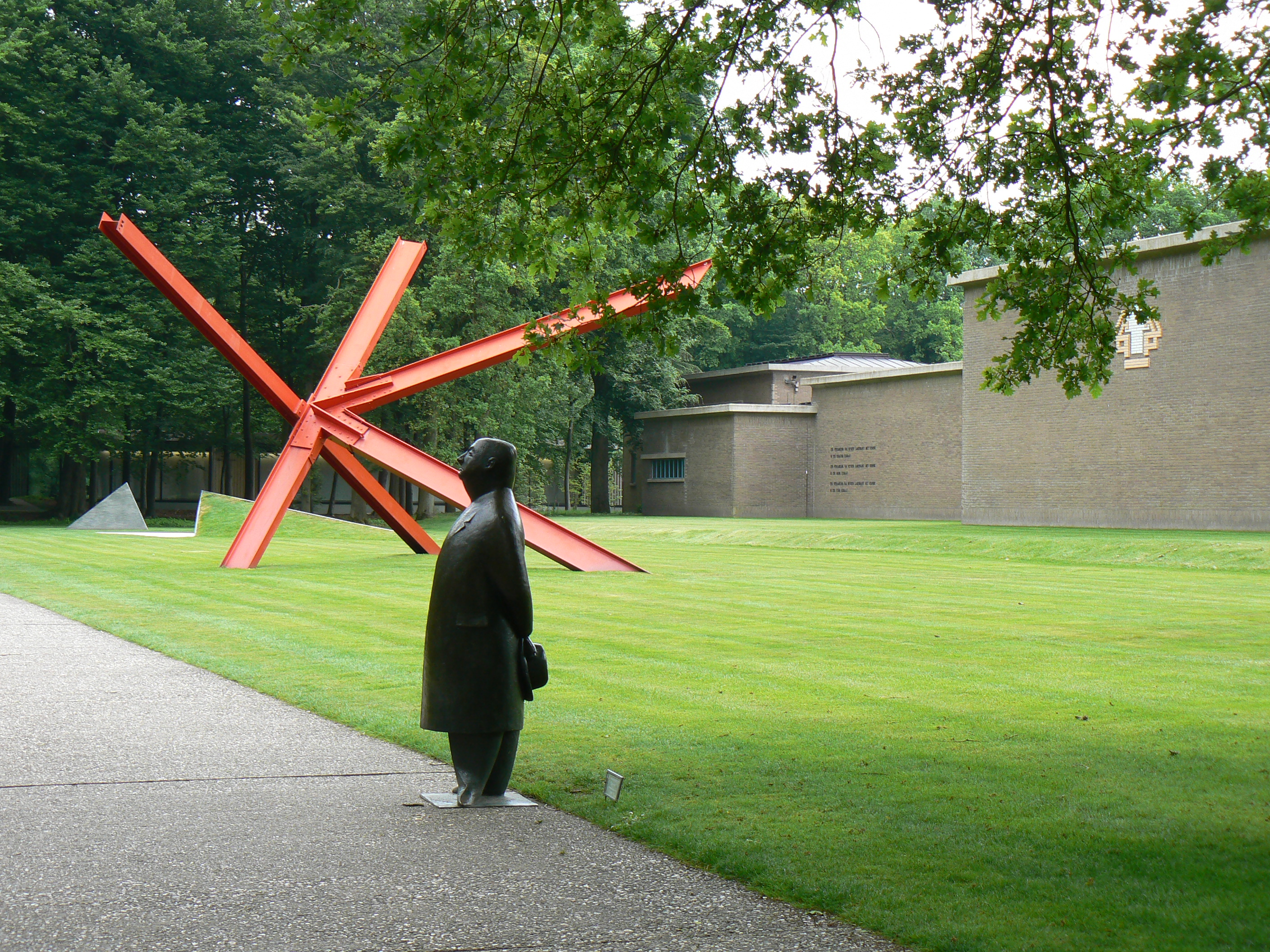
크뢸러 뮐러 미술관 입구

크뢸러 뮐러 미술관(Kröller-Müller Museum)은 네덜란드의 오테를로에 있는 미술관이다. 반 데 벨데의 설계로 건립된 이 미술관은 실업가(實業家) 크뢸러 뮐러의 개인 콜렉션을 모태로 하여 1938년에 개관되었다. 800여 점의 콜렉션의 태반은 19세기, 20세기 근대미술의 작품으로서, 그 중에서도 100점 가까운 반 고흐의 유채화는 장관(壯觀)이란 말이 무색할 정도이다.